# العلاء بن مغيث
العلاء بن مغيث وجيه من وجهاء باجة في الأندلس، ثار على أمير الأندلس عبد الرحمن الداخل سنة 146هـ/763م بدعم من الخليفة العباسي أبي جعفر المنصور، وانتهت ثورته بمقتله وهزيمة جنوده على يد جيش عبد الرحمن الداخل.

## سيرته
بعد سقوط الدولة الأموية سنة 132هـ/750م، لاحق العباسيون الأمراء الأمويين بالقتل والسجن. لكن استطاع أمير أموي يدعى عبد الرحمن بن معاوية الفرار إلى الأندلس، ثم تأسيس إمارة أموية هناك. لم يتقبل الكثيرون من وجهاء الأندلس وجود تلك الإمارة، وأبدى بعضهم مطامع في الاستقلال ببعض المناطق، فقامت ضد عبد الرحمن بن معاوية العديد من الثورات كان من أبرزها ثورة العلاء بن مغيث.
اختلفت المصادر في نسب العلاء بن مغيث فقيل اليحصبي، وقيل الحضرمي، وقيل الجذامي، وهو وجيه من وجهاء باجة.
ثار العلاء بن مغيث ضد دولة عبد الرحمن الداخل سنة 146 هـ/763م بعد راسل ولاة الخليفة العباسي أبي جعفر المنصور على إفريقية، واستصدر عن طريقهم أمرًا بتوليته أميرًا للدولة العباسية على الأندلس، فدعا العلاء لبني العباس في باجة، واتخذ من راية العباسيين السوداء علمًا له، وانضوى تحت لوائه عدد من القبائل المعارضين لعبد الرحمن الداخل، فاستفحل أمره إلى أن سار عبد الرحمن الداخل بجيشه، والتقى جيش العلاء وحلفائه في موقع بين قرطبة وإشبيلية، وهزم الداخل جيش العلاء، وكان العلاء من بين القتلى.